# ブラッドリー郡 (テネシー州)
ブラッドリー郡（英: Bradley County）は、アメリカ合衆国テネシー州の郡である。人口は10万8620人（2020年） 。郡庁所在地はクリーブランドであり、同郡で人口最大の都市である。
ブラッドリー郡はクリーブランド都市圏に属している。
涙の道が始まる前に、最後のチェロキー族会議が開かれた場所、レッドクレイ州立公園が郡内にある。

## 歴史
南北戦争のとき、ブラッドリー郡では南軍のために歩兵11個中隊、騎兵3個中隊を立ち上げた。

## 地理
アメリカ合衆国国勢調査局に拠れば、郡域全面積は332平方マイル (859.9 km2)であり、このうち陸地329平方マイル (852.1 km2)、水域は3平方マイル (7.8 km2)で水域率は0.84%である。

### 隣接する郡
- メグズ郡 - 北
- マクミン郡 - 北東
- ポーク郡 - 東
- マレー郡 (ジョージア州) - 南東
- ウィットフィールド郡 (ジョージア州) - 南
- ハミルトン郡 - 西

## 人口動態

2000人口ピラミッド

以下は2000年国勢調査による人口統計データである。
| 基礎データ - 人口: 87,965人 - 世帯数: 34,281 世帯 - 家族数: 24,648 家族 - 人口密度: 103人/km2（268人/mi2） - 住居数: 36,820軒 - 住居密度: 43軒/km2（112軒/mi2） 人種別人口構成 - 白人: 92.98% - アフリカン・アメリカン: 3.99% - ネイティブ・アメリカン: 0.28% - アジア人: 0.57% - 太平洋諸島系: 0.02% - その他の人種: 0.89% - 混血: 1.27% - ヒスパニック・ラテン系: 2.07% 年齢別人口構成 - 18歳未満: 23.7% - 18-24歳: 11.3% - 25-44歳: 29.8% - 45-64歳: 23.5% - 65歳以上: 11.7% - 年齢の中央値: 36歳 - 性比（女性100人あたり男性の人口） - 総人口: 95.1 - 18歳以上: 91.2 | 世帯と家族（対世帯数） - 18歳未満の子供がいる: 32.0% - 結婚・同居している夫婦: 57.3% - 未婚・離婚・死別女性が世帯主: 10.9% - 非家族世帯: 28.1% - 単身世帯: 23.4% - 65歳以上の老人1人暮らし: 8.2% - 平均構成人数 - 世帯: 2.50人 - 家族: 2.94人 収入と家計 - 収入の中央値 - 世帯: 35,034米ドル - 家族: 41,779米ドル - 性別 - 男性: 30,654米ドル - 女性: 21,407米ドル - 人口1人あたり収入: 18,108米ドル - 貧困線以下 - 対人口: 12.2% - 対家族数: 9.0% - 18歳未満: 15.4% - 65歳以上: 11.6% |

## 郡政府
ブラッドリー郡には14人の委員会からなる郡政委員会があり、委員は7つの選挙区からそれぞれ2人が選出されている。郡長は別に選出され、現在は共和党員のD・ゲーリー・デイビスである。
ブラッドリー郡は伝統的に共和党を支持する東テネシーにあり、最大級に共和党支持と考えられている。事実、地方レベルや州レベルの役人は全て共和党員である。

## 都市と町
- クリーブランド - 郡庁所在地
- チャールストン

### 未編入の町
- イーストクリーブランド
- ジョージタウン
- ホープウェル
- サウスクリーブランド
- ワイルドウッドレイク

## 教育
郡内にはクリーブランド州立コミュニティカレッジとリー大学がある。公立学校はブラッドリー郡教育学区、またはクリーブランド市教育学区が管轄している。ブラッドリー郡教育学区には公立高校4校があり、クリーブランド市教育学区には1校ある。州が公認している私立キリスト教系カレッジ予備校であるテネシー・クリスチャン予備校がある。

## 医療
ブラッドリー記念病院とクリーブランド・コミュニティ病院をバイアウトして作られたスカイリッジ医療センターが郡内の2つの病院になっている。